# Fußball-Europameisterschaft 2012/Finalrunde
Die Finalrunde der Fußball-Europameisterschaft 2012 war ein vom 21. Juni bis 1. Juli 2012 ausgetragener Bestandteil der 14. Fußball-Europameisterschaft in Polen und der Ukraine. Dieser Artikel behandelt die einzelnen Spiele dieser Finalrunde und ihre Resultate.

## Übersicht

### Qualifizierte Teams
Durch ihre Ergebnisse in der Gruppenphase der Fußball-Europameisterschaft in Polen und der Ukraine hatten sich 8 Mannschaften für die Finalrunde qualifiziert:
| Gruppe A        | Gruppe B       | Gruppe C   | Gruppe D      |
| --------------- | -------------- | ---------- | ------------- |
| 1. Tschechien   | 1. Deutschland | 1. Spanien | 1. England    |
| 2. Griechenland | 2. Portugal    | 2. Italien | 2. Frankreich |

### Spielplan Finalrunde
|  | Viertelfinale       | Viertelfinale     |  |  | Halbfinale          | Halbfinale          |   |  | Finale | Finale |
|  |                     |                   |  |  |                     |                     |   |  |        |        |
|  | 21. Juni – Warschau |                   |  |  |                     |                     |   |  |        |        |
|  | Tschechien          | 0                 |  |  | 27. Juni – Donezk   | 27. Juni – Donezk   |   |  |        |        |
|  | Portugal            | 1                 |  |  | Portugal            | 0 (2)               |   |  |        |        |
|  | 23. Juni – Donezk   | 23. Juni – Donezk |  |  | Spanien             | 0 (4)1              |   |  |        |        |
|  | Spanien             | 2                 |  |  | 1. Juli – Kiew      | 1. Juli – Kiew      |   |  |        |        |
|  | Frankreich          | 0                 |  |  | Spanien             | 4                   |   |  |        |        |
|  | 22. Juni – Danzig   | 22. Juni – Danzig |  |  |                     | Italien             | 0 |  |        |        |
|  | Deutschland         | 4                 |  |  | 28. Juni – Warschau | 28. Juni – Warschau |   |  |        |        |
|  | Griechenland        | 2                 |  |  | Deutschland         | 1                   |   |  |        |        |
|  | 24. Juni – Kiew     | 24. Juni – Kiew   |  |  | Italien             | 2                   |   |  |        |        |
|  | England             | 0 (2)             |  |  |                     |                     |   |  |        |        |
|  | Italien             | 0 (4)1            |  |  |                     |                     |   |  |        |        |

1 Sieg im Elfmeterschießen

## Viertelfinale

### Tschechien – Portugal 0:1 (0:0)
| Tschechien                                                       | Tschechien | Portugal | Portugal | Aufstellung                           |
| ---------------------------------------------------------------- | --- | --- | -------- | ------------------------------------- |
| Tschechien                                                       | \| 1. Viertelfinale \| \| 21. Juni 2012 um 20:45[1] Uhr (MESZ) in Warschau (Stadion Narodowy) \| \| Zuschauer: 55.590 \| \| Schiedsrichter: Howard Webb ( England) \| \| Spielbericht \|                                                    | \| 1. Viertelfinale \| \| 21. Juni 2012 um 20:45[1] Uhr (MESZ) in Warschau (Stadion Narodowy) \| \| Zuschauer: 55.590 \| \| Schiedsrichter: Howard Webb ( England) \| \| Spielbericht \|                                        | Portugal | Aufstellung Tschechien gegen Portugal |
| Tschechien                                                       | Petr Čech – Theodor Gebre Selassie, Tomáš Sivok, Michal Kadlec, David Limberský – Tomáš Hübschman (86 Tomáš Pekhart), Jaroslav Plašil – Petr Jiráček, Vladimír Darida (61. Jan Rezek), Václav Pilař – Milan Baroš Cheftrainer: Michal Bílek | Rui Patrício – João Pereira, Pepe, Bruno Alves, Fábio Coentrão – Raúl Meireles (88. Rolando), Miguel Veloso, João Moutinho – Nani (84. Custódio), Hélder Postiga (40. Hugo Almeida), Cristiano Ronaldo Cheftrainer: Paulo Bento | Portugal | Aufstellung Tschechien gegen Portugal |
| Tschechien                                                       | 0:1 Cristiano Ronaldo (79.) | | Portugal | Aufstellung Tschechien gegen Portugal |
| Tschechien                                                       | Limberský (90.) | Nani (26.), Veloso (27.) | Portugal | Aufstellung Tschechien gegen Portugal |
| Tschechien                                                       | Spieler des Spiels: Cristiano Ronaldo (Portugal) | | Portugal | Aufstellung Tschechien gegen Portugal |
| 1. Viertelfinale                                                 | | |          |                                       |
| 21. Juni 2012 um 20:45 Uhr (MESZ) in Warschau (Stadion Narodowy) | | |          |                                       |
| Zuschauer: 55.590                                                | | |          |                                       |
| Schiedsrichter: Howard Webb ( England)                           | | |          |                                       |
| Spielbericht                                                     | | |          |                                       |

### Spanien – Frankreich 2:0 (1:0)
| Spanien                                                     | Spanien | Frankreich | Frankreich | Aufstellung                          |
| ----------------------------------------------------------- | --- | --- | ---------- | ------------------------------------ |
| Spanien                                                     | \| 3. Viertelfinale \| \| 23. Juni 2012 um 20:45[3] Uhr (MESZ) in Donezk (Donbass Arena) \| \| Zuschauer: 47.000 \| \| Schiedsrichter: Nicola Rizzoli ( Italien) \| \| Spielbericht \|                                                         | \| 3. Viertelfinale \| \| 23. Juni 2012 um 20:45[3] Uhr (MESZ) in Donezk (Donbass Arena) \| \| Zuschauer: 47.000 \| \| Schiedsrichter: Nicola Rizzoli ( Italien) \| \| Spielbericht \|                                                                         | Frankreich | Aufstellung Spanien gegen Frankreich |
| Spanien                                                     | Iker Casillas – Álvaro Arbeloa, Gerard Piqué, Sergio Ramos, Jordi Alba – Xavi, Sergio Busquets, Xabi Alonso – David Silva (65. Pedro), Cesc Fàbregas (67. Fernando Torres), Andrés Iniesta (84. Santi Cazorla) Cheftrainer: Vicente del Bosque | Hugo Lloris – Anthony Réveillère, Adil Rami, Laurent Koscielny, Gaël Clichy – Yann M’Vila (79. Olivier Giroud) – Mathieu Debuchy (64. Jérémy Ménez), Yohan Cabaye, Florent Malouda (65. Samir Nasri), Franck Ribéry – Karim Benzema Cheftrainer: Laurent Blanc | Frankreich | Aufstellung Spanien gegen Frankreich |
| Spanien                                                     | 1:0 Alonso (19.) 2:0 Alonso (90., Foulelfmeter) | | Frankreich | Aufstellung Spanien gegen Frankreich |
| Spanien                                                     | Ramos (31.) | Cabaye (42.), Ménez (76.) | Frankreich | Aufstellung Spanien gegen Frankreich |
| Spanien                                                     | Spieler des Spiels: Xabi Alonso (Spanien) | | Frankreich | Aufstellung Spanien gegen Frankreich |
| 3. Viertelfinale                                            | | |            |                                      |
| 23. Juni 2012 um 20:45 Uhr (MESZ) in Donezk (Donbass Arena) | | |            |                                      |
| Zuschauer: 47.000                                           | | |            |                                      |
| Schiedsrichter: Nicola Rizzoli ( Italien)                   | | |            |                                      |
| Spielbericht                                                | | |            |                                      |

### England – Italien 0:0 n.V., 2:4 i.E.
| England                                                    | England | Italien | Italien | Aufstellung                       |
| ---------------------------------------------------------- | --- | --- | ------- | --------------------------------- |
| England                                                    | \| 4. Viertelfinale \| \| 24. Juni 2012 um 20:45[4] Uhr (MESZ) in Kiew (Olympiastadion) \| \| Zuschauer: 64.340 \| \| Schiedsrichter: Pedro Proença ( Portugal) \| \| Spielbericht \|                                                             | \| 4. Viertelfinale \| \| 24. Juni 2012 um 20:45[4] Uhr (MESZ) in Kiew (Olympiastadion) \| \| Zuschauer: 64.340 \| \| Schiedsrichter: Pedro Proença ( Portugal) \| \| Spielbericht \| | Italien | Aufstellung England gegen Italien |
| England                                                    | Joe Hart – Glen Johnson, John Terry, Joleon Lescott, Ashley Cole – James Milner (61. Theo Walcott), Steven Gerrard , Scott Parker (95. Jordan Henderson), Ashley Young – Wayne Rooney – Danny Welbeck (61. Andy Carroll) Cheftrainer: Roy Hodgson | Gianluigi Buffon – Ignazio Abate (90.+1' Christian Maggio), Andrea Barzagli, Leonardo Bonucci, Federico Balzaretti – Andrea Pirlo – Claudio Marchisio, Riccardo Montolivo, Daniele De Rossi (80. Antonio Nocerino) – Mario Balotelli, Antonio Cassano (78. Alessandro Diamanti) Cheftrainer: Cesare Prandelli | Italien | Aufstellung England gegen Italien |
| England                                                    | Elfmeterschießen | | Italien | Aufstellung England gegen Italien |
| England                                                    | 1:1 Gerrard 2:1 Rooney Young trifft die Latte Cole scheitert an Buffon | 0:1 Balotelli Montolivo schießt am Tor vorbei 2:2 Pirlo 2:3 Nocerino 2:4 Diamanti | Italien | Aufstellung England gegen Italien |
| England                                                    | Barzagli (83.), Maggio (94.) | | Italien | Aufstellung England gegen Italien |
| England                                                    | Spieler des Spiels: Andrea Pirlo (Italien) | | Italien | Aufstellung England gegen Italien |
| 4. Viertelfinale                                           | | |         |                                   |
| 24. Juni 2012 um 20:45 Uhr (MESZ) in Kiew (Olympiastadion) | | |         |                                   |
| Zuschauer: 64.340                                          | | |         |                                   |
| Schiedsrichter: Pedro Proença ( Portugal)                  | | |         |                                   |
| Spielbericht                                               | | |         |                                   |

## Halbfinale

### Portugal – Spanien 0:0 n.V., 2:4 i.E.
| Portugal                                                    | Portugal | Spanien | Spanien | Aufstellung                        |
| ----------------------------------------------------------- | --- | --- | ------- | ---------------------------------- |
| Portugal                                                    | \| 1. Halbfinale \| \| 27. Juni 2012 um 20:45[5] Uhr (MESZ) in Donezk (Donbass Arena) \| \| Zuschauer: 48.000 \| \| Schiedsrichter: Cüneyt Çakır ( Türkei) \| \| Spielbericht \|                                                            | \| 1. Halbfinale \| \| 27. Juni 2012 um 20:45[5] Uhr (MESZ) in Donezk (Donbass Arena) \| \| Zuschauer: 48.000 \| \| Schiedsrichter: Cüneyt Çakır ( Türkei) \| \| Spielbericht \|                                                            | Spanien | Aufstellung Portugal gegen Spanien |
| Portugal                                                    | Rui Patrício – João Pereira, Pepe, Bruno Alves, Fábio Coentrão – Raúl Meireles (113. Silvestre Varela), Miguel Veloso (106. Custódio), João Moutinho – Nani, Hugo Almeida (81. Nélson Oliveira), Cristiano Ronaldo Cheftrainer: Paulo Bento | Iker Casillas – Álvaro Arbeloa, Gerard Piqué, Sergio Ramos, Jordi Alba – Xavi (87. Pedro), Sergio Busquets, Xabi Alonso – David Silva (60. Jesús Navas), Álvaro Negredo (54. Cesc Fàbregas), Andrés Iniesta Cheftrainer: Vicente del Bosque | Spanien | Aufstellung Portugal gegen Spanien |
| Portugal                                                    | Elfmeterschießen | | Spanien | Aufstellung Portugal gegen Spanien |
| Portugal                                                    | Moutinho scheitert an Casillas 1:1 Pepe 2:2 Nani Alves trifft die Latte | Alonso scheitert an Patrício 0:1 Iniesta 1:2 Piqué 2:3 Ramos 2:4 Fàbregas | Spanien | Aufstellung Portugal gegen Spanien |
| Portugal                                                    | Coentrão (45.), Pepe (60.), Pereira (63.), Alves (85.), Veloso (90.+3') | Ramos (40.), Busquets (59.), Arbeloa (83.), Alonso (113.) | Spanien | Aufstellung Portugal gegen Spanien |
| Portugal                                                    | Spieler des Spiels: Sergio Ramos (Spanien) | | Spanien | Aufstellung Portugal gegen Spanien |
| 1. Halbfinale                                               | | |         |                                    |
| 27. Juni 2012 um 20:45 Uhr (MESZ) in Donezk (Donbass Arena) | | |         |                                    |
| Zuschauer: 48.000                                           | | |         |                                    |
| Schiedsrichter: Cüneyt Çakır ( Türkei)                      | | |         |                                    |
| Spielbericht                                                | | |         |                                    |

Anmerkung: Spanien spielte mit Trauerflor für den an einer Krebserkrankung verstorbenen Verteidiger Miquel Roqué Farrero.

### Deutschland – Italien 1:2 (0:2)
Anmerkung: Italien spielte mit Trauerflor für einen bei einer Explosion in einem Trainingslager der afghanischen Polizei ums Leben gekommenen Carabiniere.

## Finale

### Spanien – Italien 4:0 (2:0)
| Spanien                                                   | Spanien | Italien | Italien | Aufstellung                       |
| --------------------------------------------------------- | --- | --- | ------- | --------------------------------- |
| Spanien                                                   | \| Finale \| \| 1. Juli 2012 um 20:47[9] Uhr (MESZ) in Kiew (Olympiastadion) \| \| Zuschauer: 63.170 \| \| Schiedsrichter: Pedro Proença ( Portugal) \| \| Spielbericht \|                                                                  | \| Finale \| \| 1. Juli 2012 um 20:47[9] Uhr (MESZ) in Kiew (Olympiastadion) \| \| Zuschauer: 63.170 \| \| Schiedsrichter: Pedro Proença ( Portugal) \| \| Spielbericht \| | Italien | Aufstellung Spanien gegen Italien |
| Spanien                                                   | Iker Casillas – Álvaro Arbeloa, Gerard Piqué, Sergio Ramos, Jordi Alba – Xavi, Sergio Busquets, Xabi Alonso – Cesc Fàbregas (75. Fernando Torres) – David Silva (59. Pedro), Andrés Iniesta (86. Juan Mata) Cheftrainer: Vicente del Bosque | Gianluigi Buffon – Ignazio Abate, Andrea Barzagli, Leonardo Bonucci, Giorgio Chiellini (21. Federico Balzaretti) – Andrea Pirlo – Claudio Marchisio, Riccardo Montolivo (57. Thiago Motta), Daniele De Rossi – Mario Balotelli, Antonio Cassano (46. Antonio Di Natale) Cheftrainer: Cesare Prandelli | Italien | Aufstellung Spanien gegen Italien |
| Spanien                                                   | 1:0 Silva (14.) 2:0 Alba (41.) 3:0 Torres (84.) 4:0 Mata (89.) | | Italien | Aufstellung Spanien gegen Italien |
| Spanien                                                   | Piqué (25.) | Barzagli (44.) | Italien | Aufstellung Spanien gegen Italien |
| Spanien                                                   | Thiago Motta (61., da das Wechselkontingent bereits ausgeschöpft war) | | Italien | Aufstellung Spanien gegen Italien |
| Spanien                                                   | Spieler des Spiels: Andrés Iniesta (Spanien) | | Italien | Aufstellung Spanien gegen Italien |
| Finale                                                    | | |         |                                   |
| 1. Juli 2012 um 20:47 Uhr (MESZ) in Kiew (Olympiastadion) | | |         |                                   |
| Zuschauer: 63.170                                         | | |         |                                   |
| Schiedsrichter: Pedro Proença ( Portugal)                 | | |         |                                   |
| Spielbericht                                              | | |         |                                   |

Obwohl Spanien bei sämtlichen Experten und Wettanbietern schon vor dem Beginn des Turniers als größter Titelfavorit galt und Italiens Finaleinzug als überraschend empfunden wurde, erwartete man allgemein ein offenes Duell. Dies lag nicht nur an den überzeugenden Leistungen der Italiener im Vorrundenspiel gegen die Iberer und in der Finalrunde, sondern auch an den Auftritten der Spanier, deren Spielweise während des Turniers mehrfach kritisiert worden war. Zudem war Italien für die Furia Roja ebenso wie für die deutsche Mannschaft ein Angstgegner, der bisher einzige Pflichtspielsieg Spaniens gegen die Squadra Azzurra datierte aus dem Jahr 1920. In diesem  Endspiel zeigte Spanien jedoch eine seiner besten Leistungen der letzten Jahre und nutzte seine Chance, als erste Mannschaft überhaupt den EM-Titel zu verteidigen.
Entscheidend war die individuelle Klasse von Xavi und Iniesta, die sowohl beim FC Barcelona als auch in der spanischen Nationalmannschaft einen großen Anteil an den Erfolgen der letzten Jahre hatten. Beide Spieler leiteten jeweils ein Tor zur vorentscheidenden 2:0-Halbzeitführung ein. Italien hielt gut dagegen, kam jedoch nur durch Standardsituationen und Distanzschüsse zu Möglichkeiten. Die zweite Halbzeit begann mit einem offenen Schlagabtausch; während der ersten Minuten besaßen beide Teams große Chancen auf ein Tor, Buffon und Casillas konnten ihre Klasse beweisen. Allerdings hatte Italien in dieser Phase des Spiels Glück, dass Schiedsrichter Pedro Proença ein Handspiel von Bonucci im Strafraum als unabsichtlich wertete.
Die Entscheidung des Spiels fiel aber nicht durch einen weiteren Treffer, sondern durch die Verletzung von Thiago Motta nur wenige Minuten nach seiner Einwechslung, als das Auswechselkontingent bereits erschöpft war. In Unterzahl hatte Italien den sich in einen Rausch spielenden Spaniern nichts mehr entgegenzusetzen und kam nicht mehr zu nennenswerten Chancen. Stattdessen nutzte der Titelverteidiger die Auflösungserscheinungen der italienischen Defensive in der Schlussphase mit zwei weiteren Toren.
Der 4:0-Erfolg Spaniens gegen Italien war nicht nur Spaniens höchster Sieg gegen den viermaligen Weltmeister überhaupt und neben dem Sieg gegen Irland in der Vorrunde des Turniers der höchste Sieg der Spanier bei einer EM-Endrunde, sondern auch eine Rekordmarke für den gesamten Wettbewerb: Noch nie hatte eine Mannschaft ein EM-Endspiel so klar gewonnen bzw. verloren, die vorherige Bestmarke war der 3:0-Erfolg Deutschlands gegen die Sowjetunion im Endspiel 1972. Außerdem konnte Spanien bei der Anzahl der EM-Titel mit dem zuvor alleinigen Rekordhalter Deutschland gleichziehen.